# یونکا یونتاک
یونکا یونتاک (انگلیسی: Yonca Şentürk؛ زادهٔ ۳۰ سپتامبر ۱۹۹۳) بازیکن فوتبال اهل ترکیه است.
وی همچنین در تیم‌های ملی فوتبال Turkey women's national under-17 football team و Turkey women's national under-19 football team بازی کرده‌است.